# إنغريد روسكو
إنغريد روسكو (بالإنجليزية: Ingrid Roscoe)‏ هي مؤرخة الفن بريطانية، ولدت في 27 مايو 1944.